# Eriborus ryukyuensis
Eriborus ryukyuensis là một loài tò vò trong họ Ichneumonidae.